# Valperga
Pour les articles homonymes, voir Valperga (homonymie).
Valperga est une commune italienne d'environ 3 200 habitants, située dans la ville métropolitaine de Turin, dans la région Piémont, dans le nord-ouest de l'Italie.

## Monuments et patrimoine
- Le Mont Sacré de Belmonte, édifié au début du XVIIIe siècle, inscrit en 2003 sur la liste du patrimoine mondial par l'Unesco avec les autres Sacri Monti du Piémont et de Lombardie.

## Administration
| Période                                  | Période  | Identité                        | Étiquette | Qualité |
| ---------------------------------------- | -------- | ------------------------------- | --------- | ------- |
| 29 mai 2007                              | En cours | Davide Maria Brunasso Cassinino | civica    |         |
| Les données manquantes sont à compléter. |          |                                 |           |         |

### Communes limitrophes
Castellamonte, Cuorgnè, Pratiglione, Prascorsano, Salassa, Pertusio, Rivara, San Ponso